# Tossinola pulchra
Tossinola pulchra là một loài tò vò trong họ Ichneumonidae.